# قصائد سمفونية (فرانز ليست)
القصائد السمفونية (بالإنجليزية: Symphonic poems)‏ هي سلسلة من 13 عمل أوركستري (مرقمة S.95-107) للمؤلف الموسيقي المجرى فرانز ليست. ألف ليست أول 12 عمل ما بين عام 1848 و 1858 ، و ألف القصيد السمفوني الأخير (S. 107 ) من السلسة بين عامى 1881 و 1882 ، الذي يعرف بأسم «من المهد إلي اللحد» (بالإنجليزية: From the Cradle to the Grave , بالألمانية: Von der Wiege bis zum Grabe)

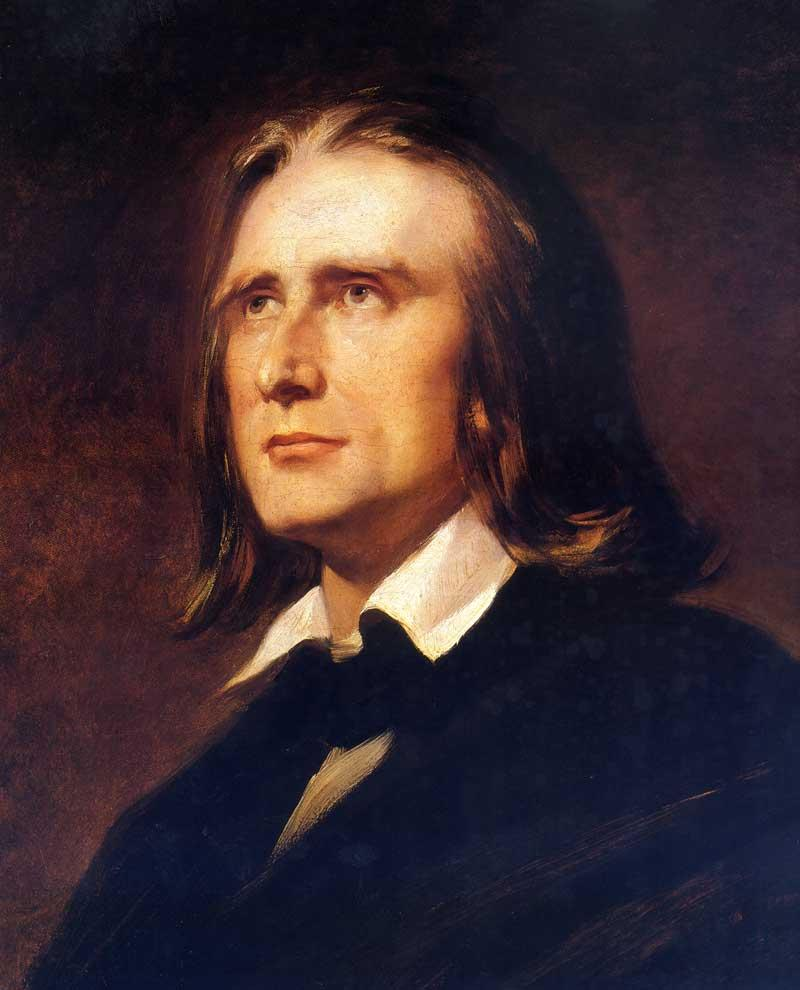
صورة من قبل Wilhelm von Kaulbach لفرانز ليست عام 1856